# Ulrich III. von Neuhaus
Ulrich III. von Neuhaus (auch Ulrich III. von Hradec, tschechisch Oldřich III. z Hradce; * 1299; † 1349) war ein böhmischer Adliger aus dem witigonischen Familienzweig der Herren von Neuhaus.

## Leben
Seine Eltern waren Ulrich II. von Neuhaus und Mechthild von Schaunberg. Als der Vater (~ 1299) starb, war Ulrich höchstens 14 Jahre alt. Deshalb übernahm seine Mutter zusammen mit Ulrich Pluhovec von Žďar (Oldřich Pluhovec ze Ždáru) die Vormundschaft über ihn und seine unmündigen Geschwister. Mit einer am 5. Mai 1312 in Třebíč ausgestellten Urkunde stellte der junge König Johann von Luxemburg Ulrich III. und seine Mutter unter königlichen Schutz. Der Schutzbrief, um den sich vermutlich Peter I. von Rosenberg bemüht hatte, wurde auch den königlichen Landesämtern sowie den königlichen Würdenträgern in Böhmen und Mähren übermittelt.
Am 13. Januar 1334 übergab König Johann die Stadt Hořepník mit der unweit gelegenen Feste Konipas an Ulrich III. 1335 und 1339 begleitete Ulrich König Johann nach Baiern, am 7. Mai 1339 hielt er sich mit ihm in Nürnberg auf. Johanns Sohn Markgraf Karl IV. tauschte mit Ulrich im Jahre 1339 die abgelegene Herrschaft Bánov gegen Stadt und Herrschaft Teltsch sowie die Burg Sternberg bei Teltsch. Nachfolgend blieb Teltsch mehrere Jahrhunderte lang mit der Herrschaft Neuhaus verbunden.
Ebenfalls 1339 kam es in der Gegend zwischen dem österreichischen Weitra und dem südböhmischen Gratzen zu Auseinandersetzungen zwischen Albert von Kuenring und König Johann. Dieser zog mit Unterstützung der Rosenberger, Ulrichs III. von Neuhaus und Wilhelms von Landstein gegen Alberts Feste Seefeld, die sie Ende Juli 1339 einnahmen. Nachfolgend sollen sie die zum Stift Zwettl gehörenden Ländereien verwüstet haben. Ulrich, den die Klosterurkunden als dessen Beschützer bezeichnen, soll König Johann dadurch besänftigt haben, dass er dem Klosterabt empfahl, sich und seine Untergebenen mit 40 Fuder Wein freizukaufen. Dafür, dass er das Kloster nicht besetzen ließ, soll er für sich ein Pferd verlangt haben. Erst im Oktober d. J. wurden die Gehässigkeiten mit Albert von Kuenring befriedet.
Nachdem auf Ulrichs Herrschaftsgebiet die „ketzerischen“ Waldenser an Einfluss gewannen, setzte der Papst den Dominikaner Gallus von Neuhaus zum Inquisitor ein. Er unternahm mit Unterstützung Ulrichs 1339/40 einen Kreuzzug gegen sie. 1340 erhielt Ulrich von Papst Benedikt XII. ein Ablassprivileg für diejenigen seiner Untertanen, die ihn bei der Unterdrückung der Waldenser unterstützten.
Im Vorfeld der Krönung Karls IV. zum König von Böhmen begab sich eine Delegation zu ihm, die ihn aufforderte, mit einem Majestätsbrief festzulegen, wer künftig den böhmischen König krönen solle. Die Delegation bestand aus dem Prager Erzbischof Ernst von Pardubitz und den Bischöfen von Olmütz, Breslau und Leitomischl. Die Abordnung der Adligen, unter ihnen Ulrich II. von Neuhaus und sein Sohn Heinrich, wurde von Jost I. von Rosenberg angeführt. Nach einer Beratung mit den Kurfürsten legte Karl IV. mit Urkunde vom 18. August 1347 fest, dass die Krönung künftig durch den böhmischen Primas zu erfolgen habe.
Ulrich residierte auf Schloss Neuhaus, für das er 1338 die Wandmalereien mit einem altdeutsch beschrifteten Zyklus zur Georgslegende anfertigen ließ. Auf einer Wappengalerie werden 19 adelige Herren dargestellt, die 1322–1337 an den Ordenskreuzzügen nach Preußen und Litauen teilgenommen hatten. Ulrich III. wird zusammen mit dem Komtur des Deutschen Ritterordens als Stifter dargestellt.
Letztmals erwähnt wurde Ulrich III. zusammen mit seinem ältesten Sohn Heinrich anlässlich der Krönung Karls IV. am 2. November 1347. Wie sein Vater benutzte er niemals das Prädikat „z Hradce“, sondern nur „de Nova domo“, „von dem Newenhause“ oder de „Novo Castro“.

## Besitzungen
Ulrich III. besaß in Böhmen Hradec, Sedlčany, Dešty, Žirovnice, Počátky, Strmilov, Kunžak, Stodůlky bei Prag, einige Dörfer bei Soběslav und Veselí sowie Teile von Kardašova Řečice und Pleše.
In Mähren gehörten ihm Telč, Slavonice, Jeníkov, Dačice und Studená.
Nach Ulrichs Tod 1349 wurden die Besitzungen auf seine vier Söhne aufgeteilt. Da einer der Brüder (Meinhard) dem geistlichen Stand angehörte, teilten sich die Herren von Neuhaus in drei weitere Familienzweige.

## Familie
Ulrich III. von Neuhaus war in erster Ehe mit Margarete von Kärnten verheiratet. Dieser Ehe entstammten die Kinder:
- Heinrich II. († 1363), verheiratet in erster Ehe mit Margarete von Hals (Markéta z Halsu), geborene Leuchtenberg; in zweiter Ehe mit Margarete von Hardegg (Markéta z Hardeku)
- Ulrich IV.; belegt 1343–1383, verheiratet mit Anna von Rosenberg († 1388)
- Meinhard/Menhart auf Teltsch, Prager Kanoniker und Bischof von Trient; belegt 1349–1377
- Anna († 1362), verheiratet mit Heinrich von Lichtenburg (Jindřich z Lichtenburka na Bílově)

Nach Margarethes Tod vermählte sich Ulrich III. mit Klara von Bilkov (Klara z Bílkova; † 1380). Dieser Ehe entstammte:
- Herrmann/Heřmann († 1404), verheiratet in erster Ehe mit Kunka N. N., in zweiter mit Petruška N. N.